# Altium
Altium 有限公司（以前称为Protel ）是一家位于澳大利亚的软件公司，为设计印刷电路板（PCB）的工程师提供基于PC的电子设计自动化（EDA）软件 。由 Nick Martin 于1985年在澳大利亚塔斯马尼亚州成立，现在在澳大利亚，中国，美国，欧洲和日本设有地区总部，在所有其他主要市场都有经销商。

## 历史
1985年，Martin 创立了Protel，同年晚些时候推出了公司的第一个产品 —— 一个基于DOS的印刷电路板 （PCB）布局和设计工具。
1990年，Nick Martin决定将公司搬到加利福尼亚州的硅谷 。并于1994年将业务重新运回悉尼，随后于1999年8月成功上市。
2001年更名为Altium。

## 产品
- Altium Designer —— 一体化的电子产品开发系统，主要运行在Windows操作系统。